# Caterina Dolfin
Caterina Dolfin, född 8 maj 1736 i Venedig, död där 14 november 1793, var en italiensk poet. 
Hon var en medlem av den venetianska adeln som dotter till Antonio Giovanni Dolfin och Donata Salamon. Hon gifte sig 1755 med Marcantonio Tiepolo, men inledde året därpå ett förhållande med politikern Andrea Tron och inledde skilsmässoförhandlingar. Paret gifte sig slutligen då hon 1772 tilläts skilsmässa. Hon var centralfigur i en intellektuell krets i Venedig med bland andra Gaspare Gozzi. 1767 utgav hon en samling sonetter. 
Hon ställdes 1772 inför den Venetianska inkvisitionen för innehav av böcker om den franska upplysningen. Genom makens ämbete hade hon en ledande ställning som procuratoressa och utsattes för en del smädeskrifter. Hennes make valdes 1778 till senator, men kunde 1779 förlorade 1779 valet till doge, delvis på grund av hennes skandalösa rykte; vid samma tidpunkt hade hon ett förhållande med Gian Galeazzo Serbelloni. Hon blev änka 1785.